# Élections législatives de 2002 dans la Haute-Loire
Les élections législatives françaises de 2002 se déroulent les 9 et 16 juin 2002. Dans le département de la Haute-Loire, deux  députés sont à élire dans le cadre de deux circonscriptions. 

## Élus
| Circonscription | Député sortant | Parti | Parti      | Député élu ou réélu | Parti | Parti |
| --------------- | -------------- | ----- | ---------- | ------------------- | ----- | ----- |
| 1re             | Jacques Barrot |       | UDF (FD)   | Jacques Barrot      |       | UMP   |
| 2e              | Jean Proriol   |       | UDF (PPDF) | Jean Proriol        |       | UMP   |

## Résultats

### Résultats à l'échelle du département
| Parti                                           | Parti                               | Premier tour | Premier tour | Second tour | Second tour | Sièges |
| Parti                                           | Parti                               | Voix         | %            | Voix        | %           | Sièges |
| ----------------------------------------------- | ----------------------------------- | ------------ | ------------ | ----------- | ----------- | ------ |
|                                                 | Union pour un mouvement populaire   | 49 990       | 45,74        | 58 289      | 60,58       | 2      |
|                                                 | Divers droite                       | 6 312        | 5,78         |             |             | 0      |
|                                                 | Mouvement pour la France            | 1 133        | 1,04         | 0           |             |        |
|                                                 | Majorité présidentielle             | 57 435       | 52,55        | 58 289      | 60,58       | 2      |
|                                                 |                                     |              |              |             |             |        |
|                                                 | Parti socialiste                    | 15 236       | 13,94        | 19 644      | 20,42       | 0      |
|                                                 | Les Verts                           | 13 488       | 12,34        | 18 290      | 19,01       | 0      |
|                                                 | Gauche parlementaire                | 28 724       | 26,28        | 37 934      | 39,42       | 0      |
|                                                 |                                     |              |              |             |             |        |
|                                                 | Front national                      | 11 820       | 10,82        |             |             | 0      |
|                                                 | Extrême gauche dont LCR, LO et PT   | 4 638        | 4,24         | 0           |             |        |
|                                                 | Divers écologiste dont MÉI et GÉ    | 2 101        | 1,92         | 0           |             |        |
|                                                 | Chasse, pêche, nature et traditions | 2 007        | 1,84         | 0           |             |        |
|                                                 | Mouvement national républicain      | 1 358        | 1,24         | 0           |             |        |
|                                                 | Divers                              | 1 206        | 1,10         | 0           |             |        |
|                                                 |                                     |              |              |             |             |        |
| Inscrits                                        | Inscrits                            | 166 559      | 100,00       | 166 441     | 100,00      | 2      |
| Abstentions                                     | Abstentions                         | 54 064       | 32,46        | 65 269      | 39,21       |        |
| Votants                                         | Votants                             | 112 495      | 67,54        | 101 172     | 60,79       |        |
| Blancs et nuls                                  | Blancs et nuls                      | 3 206        | 2,85         | 4 949       | 4,89        |        |
| Exprimés                                        | Exprimés                            | 109 289      | 97,15        | 96 223      | 95,11       |        |
| Source : Ministère de l'Intérieur - Haute-Loire |                                     |              |              |             |             |        |

### Résultats par circonscription

#### Première circonscription (Le Puy-en-Velay - Yssingeaux)
| Candidat       | Candidat                     | Parti             | Premier tour | Premier tour | Second tour | Second tour |  |
| Candidat       | Candidat                     | Parti             | Voix         | %            | Voix        | %           |  |
| -------------- | ---------------------------- | ----------------- | ------------ | ------------ | ----------- | ----------- |  |
|                | Jacques Barrot sortant réélu | UMP               | 28 387       | 49,25        | 31 258      | 63,09       |  |
|                | Jean-Jacques Orfeuvre        | Les Verts (PS)    | 13 488       | 23,4         | 18 290      | 36,91       |  |
|                | Jean-Luc Guillard            | FN                | 7 797        | 13,53        |             |             |  |
|                | Claude Ganne                 | LCR               | 1 455        | 2,52         |             |             |  |
|                | Gustave Alirol               | Régionaliste (PO) | 1 206        | 2,09         |             |             |  |
|                | Michel Dubouchet             | CPNT              | 1 152        | 2            |             |             |  |
|                | Alain Aubry                  | LO                | 1 116        | 1,94         |             |             |  |
|                | Paul Brulé                   | MNR               | 985          | 1,71         |             |             |  |
|                | Nolwenn d'Audibert           | MPF               | 797          | 1,38         |             |             |  |
|                | Philippe Cochet              | MÉI               | 775          | 1,34         |             |             |  |
|                | Bénédicte Pierre             | GÉ                | 484          | 0,84         |             |             |  |
|                |                              |                   |              |              |             |             |  |
| Inscrits       | Inscrits                     | Inscrits          | 87 655       | 100,00       | 87 652      | 100,00      |  |
| Abstentions    | Abstentions                  | Abstentions       | 28 278       | 32,26        | 35 496      | 40,5        |  |
| Votants        | Votants                      | Votants           | 59 377       | 67,74        | 52 156      | 59,5        |  |
| Blancs et nuls | Blancs et nuls               | Blancs et nuls    | 1 735        | 2,92         | 2 608       | 5           |  |
| Exprimés       | Exprimés                     | Exprimés          | 57 642       | 97,08        | 49 548      | 95          |  |

#### Deuxième circonscription (Le Puy-en-Velay - Brioude)
| Candidat       | Candidat                   | Parti          | Premier tour | Premier tour | Second tour | Second tour |  |
| Candidat       | Candidat                   | Parti          | Voix         | %            | Voix        | %           |  |
| -------------- | -------------------------- | -------------- | ------------ | ------------ | ----------- | ----------- |  |
|                | Jean Proriol sortant réélu | UMP            | 21 603       | 41,83        | 27 031      | 57,91       |  |
|                | Arlette Arnaud-Landau      | PS             | 15 236       | 29,5         | 19 644      | 42,09       |  |
|                | Jean-Pierre Vigier (père)  | Divers droite  | 6 312        | 12,22        |             |             |  |
|                | Hélène Le Guézennec        | FN             | 4 023        | 7,79         |             |             |  |
|                | Arlette Grandjean          | CPNT           | 855          | 1,66         |             |             |  |
|                | Annick Hugon               | MÉI            | 842          | 1,63         |             |             |  |
|                | Olivier Mollaz             | LCR            | 767          | 1,49         |             |             |  |
|                | Bernadette Tavernier       | PT             | 760          | 1,47         |             |             |  |
|                | Christine Mazurier         | LO             | 540          | 1,05         |             |             |  |
|                | Hélène Parrenin            | MNR            | 373          | 0,72         |             |             |  |
|                | Marie-France Serre         | MPF            | 336          | 0,65         |             |             |  |
|                |                            |                |              |              |             |             |  |
| Inscrits       | Inscrits                   | Inscrits       | 78 904       | 100,00       | 78 789      | 100,00      |  |
| Abstentions    | Abstentions                | Abstentions    | 25 786       | 32,68        | 29 773      | 37,79       |  |
| Votants        | Votants                    | Votants        | 53 118       | 67,32        | 49 016      | 62,21       |  |
| Blancs et nuls | Blancs et nuls             | Blancs et nuls | 1 471        | 2,77         | 2 341       | 4,78        |  |
| Exprimés       | Exprimés                   | Exprimés       | 51 647       | 97,23        | 46 675      | 95,22       |  |